# Фараго, Фрэнсис Эдвард
Фрэнсис Эдвард Фараго (англ. Francis Edward Faragoh; 16 октября 1898 — 25 июля 1966) — американский сценарист. Написал сценарии для 20 фильмов в период между 1929 и 1947 годами. В 1931 году был номинирован на премию «Оскар» за лучший адаптированный сценарий для фильма «Маленький Цезарь».
Родился в Будапеште, Венгрия. Умер в Окленде, штат Калифорния, от сердечного приступа.

## Фильмография
- 1929: Her Private Affair
- 1930 Back Pay
- 1931 Маленький Цезарь / Little Caesar
- 1931 The Right of Way
- 1931 Iron Man
- 1931 Too Young to Marry
- 1931 Франкенштейн / Frankenstein
- 1932: Prestige
- 1932: The Last Man
- 1932: Under-Cover Man
- 1934: Hat, Coat, and Glove
- 1935: Chasing Yesterday
- 1935: Бекки Шарп / Becky Sharp
- 1935: The Return of Peter Grimm
- 1936: Dancing Pirate
- 1942: The Mad Martindales
- 1943: My Friend Flicka
- 1946: Renegades
- 1947: Easy Come, Easy Go